# Dimitar Dobrev
Dimitar Dobrev (Dobrich, Bulgaria, 14 de abril de 1931-1 de abril de 2019) fue un deportista búlgaro especialista en lucha grecorromana donde llegó a ser campeón olímpico en Roma 1960.

## Carrera deportiva
En los Juegos Olímpicos de Melbourne, Australia celebrados en 1956 ganó la medalla de plata en lucha grecorromana estilo peso medio, tras el soviético Givi Kartozia (oro) y por delante del sueco Rune Jansson (bronce). Y cuatro años después, en las Olimpiadas de Roma 1960 ganó el oro en la misma modalidad. Ese mismo año fue nombrado el mejor atleta en Bulgaria.
Dobrev es el primero y único entrenador nacional en ambos estils. Descubrió al legendario Boyan Radev y Peter Kirov. Cuando Boyan ganó uno de sus títulos Olímpicos, Dimitar Dobrev era un entrenador senior del equipo nacional.